# Lokomotiva 242 A1

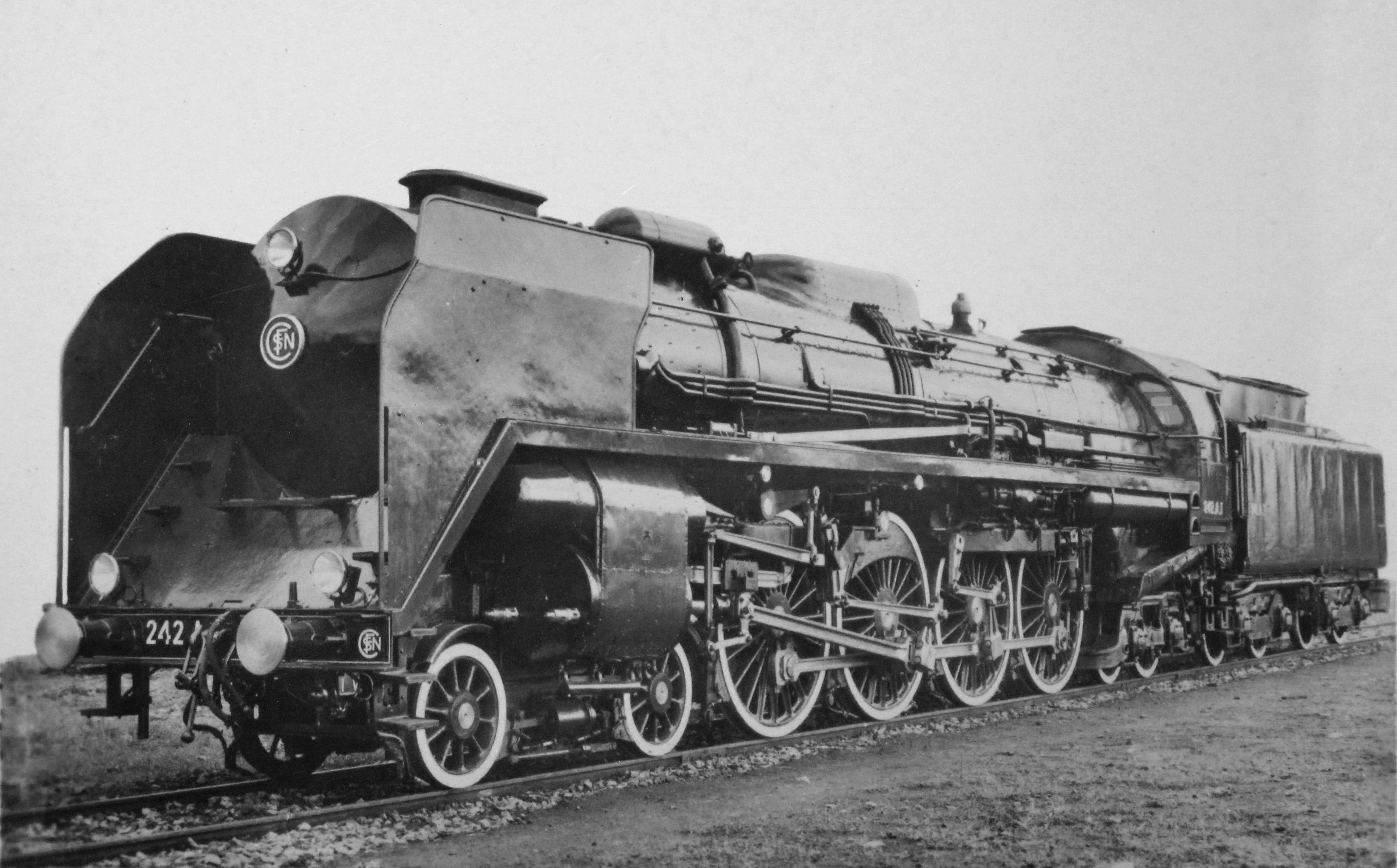
242 A1

242 A1 byla experimentální rychlíková parní lokomotiva konstruktéra André Chapelona, která představovala podle mnoha odborníků vrchol vývoje parních lokomotiv. Na lokomotivě která poprvé vyjela v roce 1946, využil Chapelon řadu technických vylepšení a svých vynálezů. Jízdními výkony překonávala prakticky všechny soudobé kontinentální stroje všech trakcí (byl jí naměřen výkon na válcích přes 4 MW) a vyrovnala se mnohem těžším strojům v USA. Na prototyp však nikdy nenavázala sériová výroba, protože v té době bylo již rozhodnuto o elektrifikaci francouzských železnic. Lokomotiva byla provozována do roku 1960, kdy byla sešrotována.

## Technika
Lokomotiva byla po rekonstrukci tříválcová sdružená. Po stranách byly umístěny nízkotlaké válce, jejichž ojnice poháněly druhou spřaženou nápravu a pod dýmnicí byl umístěn vysokotlaký válec, pohánějící první spřaženou nápravu. Tímto řešením se konstruktér vyhnul nutnosti umístit válec v rámu šikmo. Vnější kliky svíraly úhel 90°, klika vysokotlakého stroje s nimi svírala úhel 135°. Místo původně plánovaných talířových ventilů byla použita standardní válcová šoupátka. Do pece vestavěl Chapelon dva varníky, čímž se zvýšila přímá výhřevná plocha. Lokomotiva byla vybavena přehřívačem páry.
Výsledkem všech úprav bylo zvýšení výkonu lokomotivy na dvojnásobek stavu před rekonstrukcí – indikovaný výkon dosahoval 4 MW (různé zdroje uvádějí 3900–4048 kW).